# برج العقيد لطفي
برج العقيد لطفي، قرية وقاعدة عسكرية تابعة لبلدية أم العسل ،بولاية تندوف ،الجزائر تتصل بالطريق الوطني N50 عبر طريق محلي قصير باتجاه الشمال الغربي. 